# Cú tuyết
Cú trắng (danh pháp hai phần: Bubo scandiacus) hay cú tuyết, là một loài chim thuộc họ Cú mèo. Cú trắng là chim biểu tượng của Quebec.

## Miêu tả
Cú trắng là một loài cú lớn có đặc trưng dễ nhận biết với mỏ đen, móng đen, mắt vàng. Hầu như không có túm lông kiểu tai đặc trưng của các loài cú mèo. Đầu và mắt tương đôi nhỏ. Con mái lớn hơn con trống.
Cú trắng có chiều dài 52–71 cm (20–28 in), cân nặng 1,6-3,0 kg (3,5-6,6 lb), với sải cánh 125–150 cm (49–59 in). Đây là một trong những loài cú lớn nhất. Các con đực trưởng thành có bộ lông màu trắng gần như toàn bộ, trong khi bộ lông của những con cái và chim non có nhiền đốm đen. Bộ lông trắng dày giúp cho cú trắng thích nghi tốt với cuộc sống phía bắc của vòng cực Bắc.

## Tập tính
Cú trắng thường được thấy ở khu vực xung quanh vòng cực Bắc. Chúng làm tổ trên mặt đất, trên một gò đất hoặc tảng đá cao. Sự sinh sản diễn ra trong khoảng tháng năm, tháng sáu, và số lượng trứng khoảng từ 3 đến 11 quả, tùy thuộc vào số lượng con mồi. Trứng nở sau khoảng năm tuần sau khi đẻ, và con non được chăm sóc và bảo vệ bởi cả chim bố lẫn chim mẹ.

## Thức ăn
Loài chim mạnh mẽ này chủ yếu ăn chuột lem-ming và các loài động vật gặm nhấm nhỏ khác trong suốt mùa sinh sản, nhưng vào những thời điểm mật độ con mồi thấp, hoặc trong thời gian gà gô làm tổ, chúng có thể chuyển sang bắt gà gô nhỏ. Chúng là những kẻ săn mồi cơ hội và con mồi có thể thay đổi đáng kể, đặc biệt là trong mùa đông. Chúng ăn nhiều loại động vật nhỏ như chuột đồng nhưng chúng cũng săn những động vật có vú lớn hơn như thỏ, chuột xạ, chuột mar-mot, sóc, thỏ, gấu mèo, sóc chó thảo nguyên, chuột cống, chuột chũi, và các loài chim bao gồm gà gô, vịt, ngỗng, chim dẽ, gà lôi, gà rừng, gà nước, chim lặn, mòng biển, chim sẻ, và thậm chí cả chim ăn thịt khác, kể cả các loài cú khác.
Hầu hết chúng săn bắt mồi theo phong cách "ngồi và chờ đợi", và con mồi có thể bị chộp trên mặt đất, trong không trung hoặc cá bị bắt từ mặt nước bằng móng vuốt sắc nhọn của chúng. Mỗi con cú trắng phải bắt khoảng 7 đến 12 con chuột nhắt mỗi ngày để đáp ứng yêu cầu thực phẩm của mình và có thể ăn hơn 1.600 con chuột lem-ming mỗi năm. Giống như nhiều loài chim khác, cú trắng nuốt toàn bộ con mồi nhỏ của mình.

## Kẻ thù
Mặc dù có ít kẻ thù, nhưng những con cú trắng trưởng thành rất thận trọng và luôn sẵn sàng chống lại bất kỳ loại mối đe dọa nào đối với chúng hoặc con cái của chúng. Trong mùa làm tổ, những con cú trắng thường xuyên bảo vệ tổ của chúng đối với cáo Bắc cực, quạ và chim mòng biển, cũng như chó, chó sói xám và các loài chim săn mồi khác. Con đực bảo vệ tổ bằng cách đứng bảo vệ gần đó trong khi các con mái ấp trứng và con non. Cả hai tấn công kẻ thù tiếp cận, tấn công bổ nhào xuống, làm phân tâm và thu hút các động vật ăn thịt đi xa khỏi tổ.
Chúng cũng cạnh tranh trực tiếp chuột lem-ming và những con mồi khác với một số động vật ăn thịt, bao gồm cả diều hâu chân thô, đại bàng vàng, cắt hoàng gia, cắt Bắc cực, chim mòng biển, chim cướp cá, cú tai ngắn, dù dì lớn, cú đại bàng Á Âu, quạ đen, chó sói, cáo Bắc cực, và chồn ermine. Chúng thường chiếm ưu thế hơn các chim ăn thịt khác mặc dù có thể thua (đôi khi tử vong) trong cuộc xung đột với chim ăn thịt lớn như cú đại bàng, đại bàng vàng và loài cắt hoàng gia nhỏ hơn nhưng nhanh hơn nhiều. Một số loài làm tổ gần tổ cú trắng, chẳng hạn như ngỗng tuyết, dường như để được hưởng lợi từ việc bảo vệ của cú trắng khi đuổi động vật săn mồi cạnh tranh ra khỏi khu vực.

## Hình ảnh

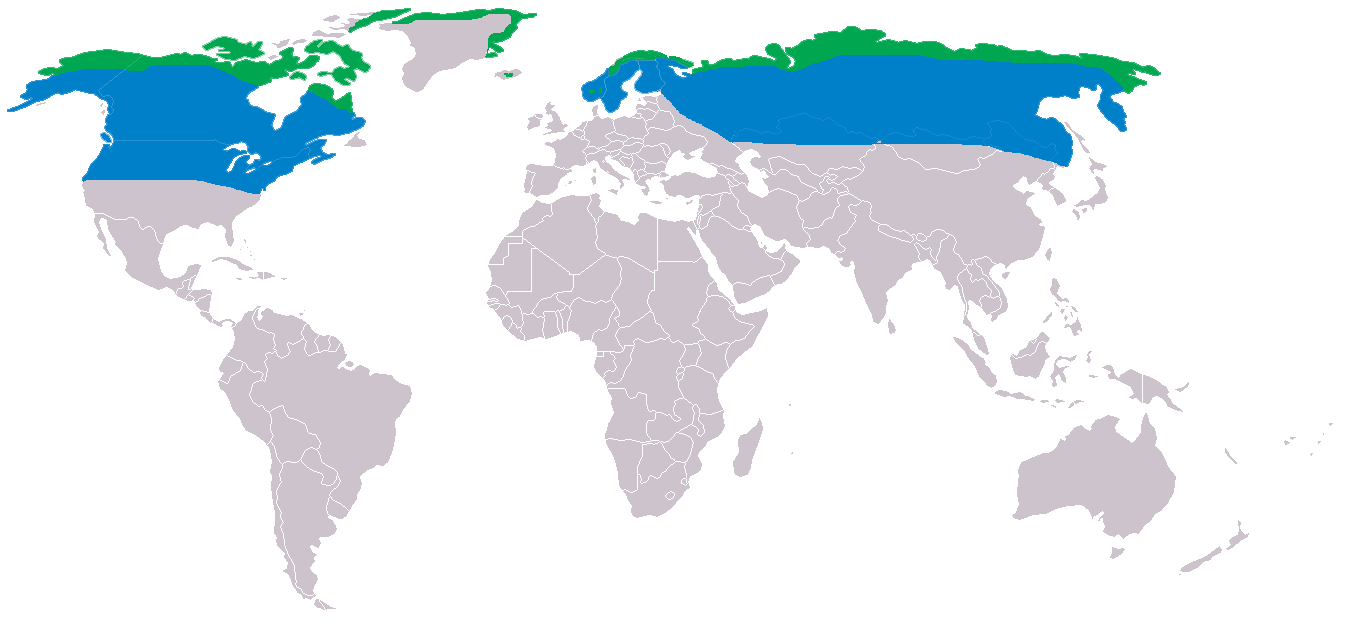
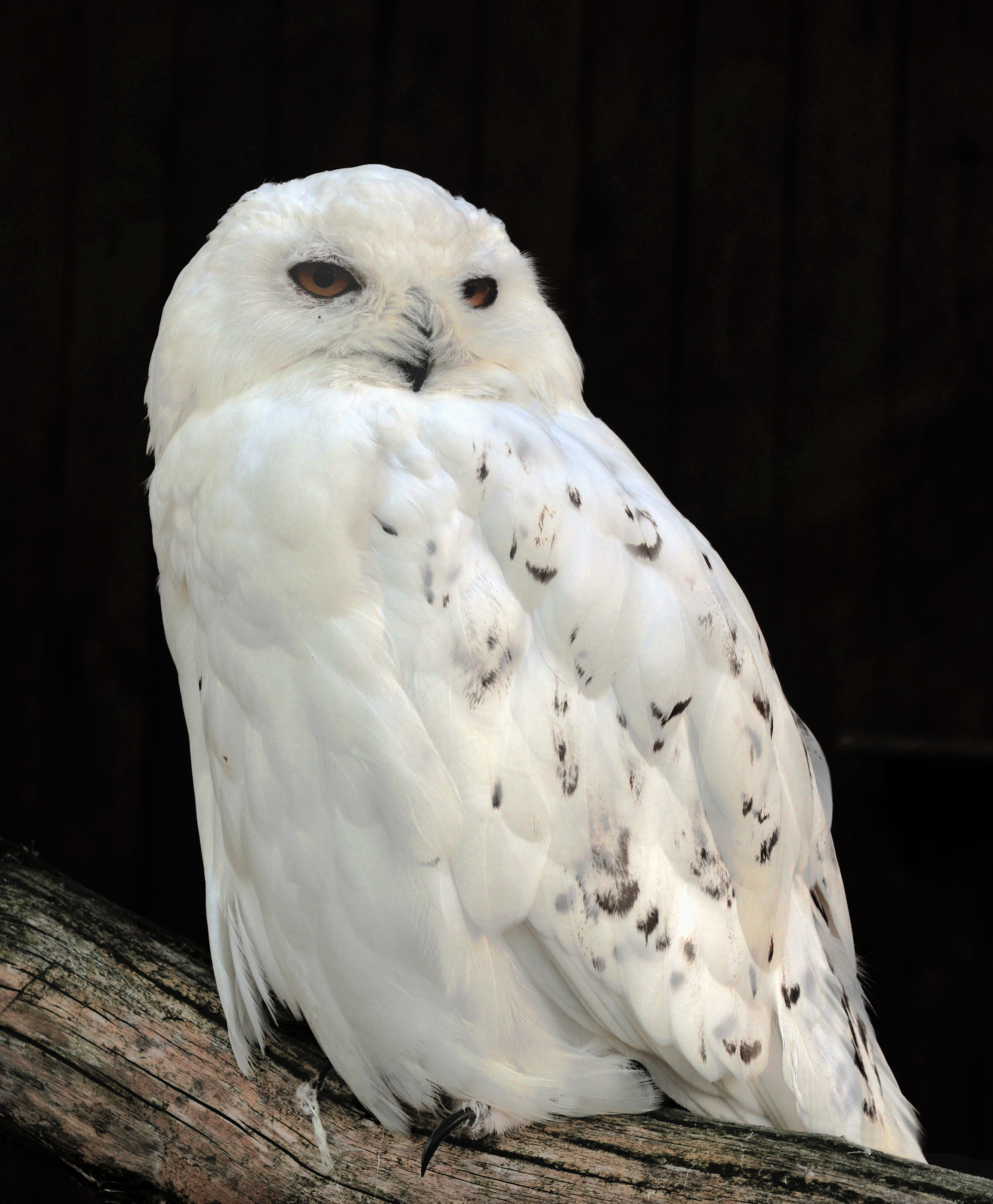
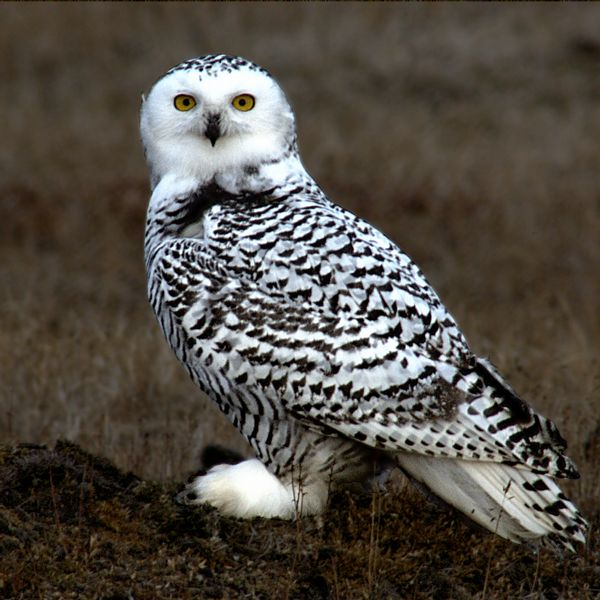
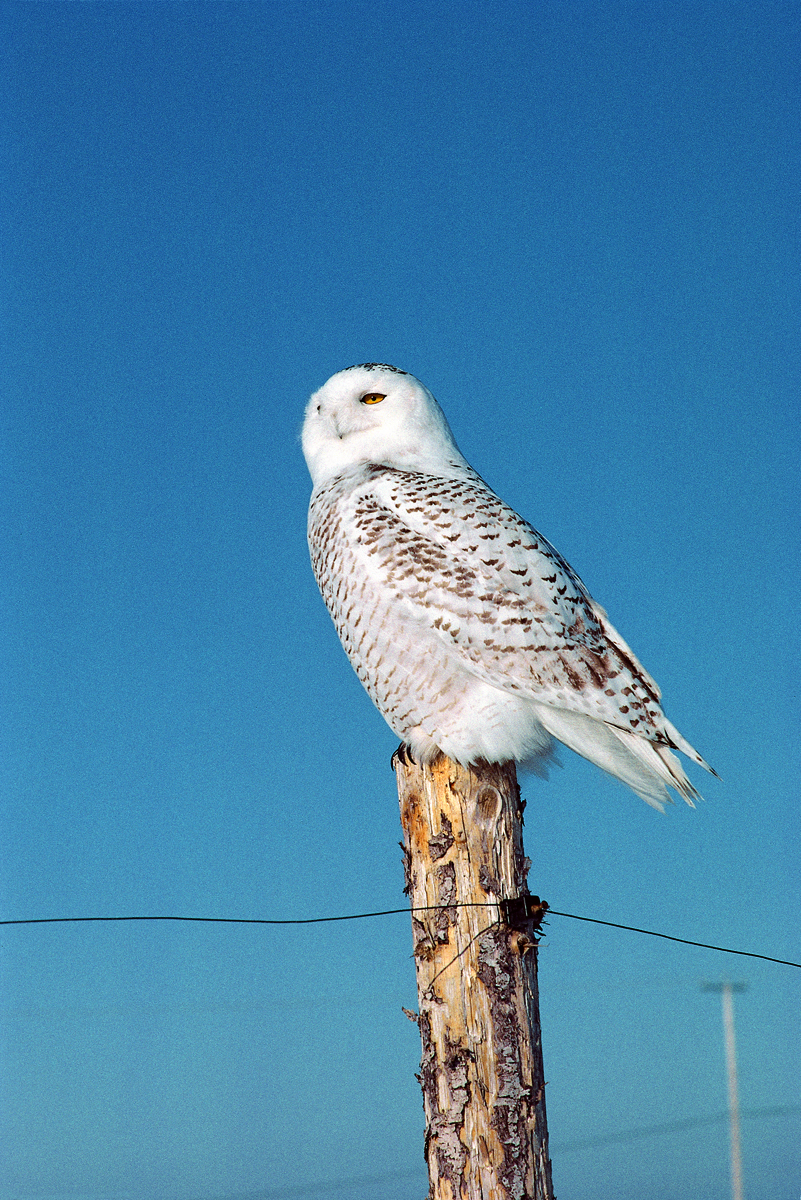
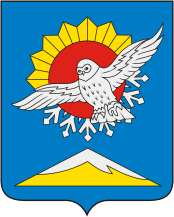
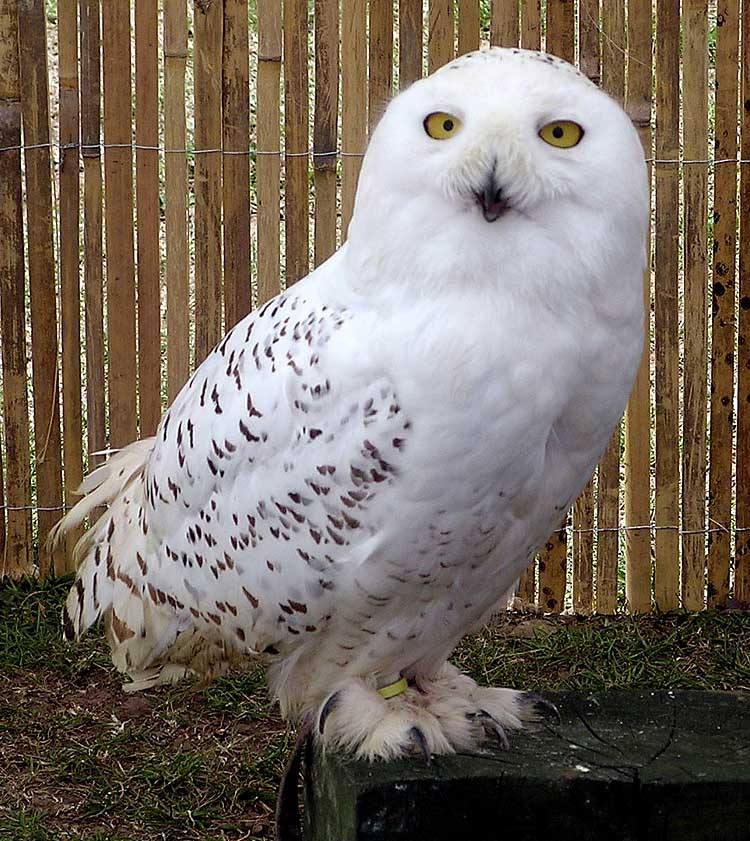
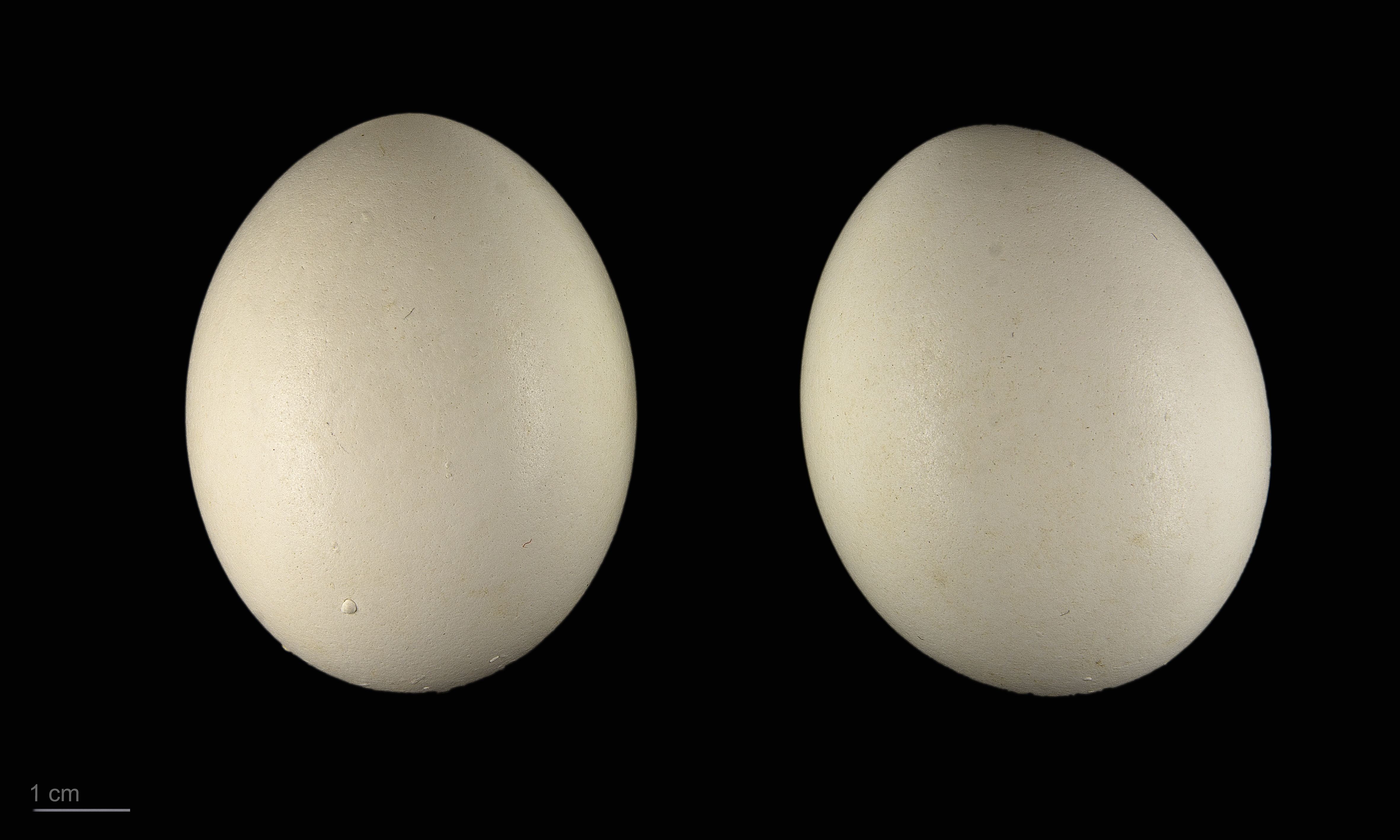
Bubo scandiacus